# Beveren-Leie
|  | Per a altres significats, vegeu «Beveren (desambiguació)». |

Beveren-Leie és un antic municipi de Bèlgica a la vora del riu Leie. El 1r de gener de 1977 va fusionar-se amb Waregem.
Es troba en la plana ondulant de l'interfluvi Escalda-Leie, entre deu i vint metres sobre el nivell mitjà del mar, amb terra sorrosa o sorrosa-argilosa. La zona desguassa per una densa xarxa de rierols vers el Leie que en forma la frontera septentrional.
S'han trobat traces de l'edat de bronze i de ferro. El 1937 s'hi va excavar un tresor amb uns nous cents monedes de bronze de l'època romana. Hi queden traces de quatre masies de l'època gal·loromana que van desenvolupar-se com senyories durant el temps dels francs. Una d'aquesta, Beverna, va donar el nom al poble.
De 1716 a 1717, sota el govern austríac, la nova carretera Gant-Kortrijk va canviar el poble. Al voltant del peatge es creen unes botigues i empreses de servei. Després de l'ocupació francesa el 26 juny de 1794, el poble va patir regularment el pillatge per les tropes de França. Va seguir un període de gran pobresa que va canviar a la fi del segle xix quan s'hi va desenvolupar la indústria del lli. Amb l'ocàs d'aquest sector a mitjan segle xx, després d'uns anys de crisi, s'hi va crear un teixit industrial divers i moltes terres de conreu es van urbanitzar.

## Persones
- Leonard Lodewijk De Bo (1826-1885), capellà i lingüista